# Kristina Wayborn
Kristina Wayborn (født 24. september 1950) er en svensk skuespiller, der har arbejdet mest i Storbritannien og i USA.

## Biografi
Wayborn blev født Britt-Inger Johansson i Nybro, Småland, Sverige. Hun blev Miss Sverige i 1970 og var en semi-finalist i Miss Universe samme år. Hun blev også valgt som Miss Scandinavia.
Hun blev støbt i nok hendes mest kendte rolle som Bond-pige Magda i James Bond-filmen Octopussy (1983). Kristina er muligvis bedst kendt for sin kamp scene i filmen. Hun senere medvirkede i en række amerikanske tv-serier som MacGyver, Dallas og Baywatch.